# Heritiera
Heritiera is een geslacht uit de kaasjeskruidfamilie (Malvaceae). De soorten komen voor van de (sub)tropische delen van de Oude Wereld tot in het westelijke deel van het Pacifisch gebied.

## Soorten
- Heritiera actinophylla (F.M.Bailey) Kosterm.
- Heritiera albiflora (Ridl.) Kosterm.
- Heritiera angustata Pierre
- Heritiera arafurensis Kosterm.
- Heritiera aurea Kosterm.
- Heritiera borneensis (Merr.) Kosterm.
- Heritiera burmensis Kosterm.
- Heritiera catappa Kosterm.
- Heritiera cordata Kosterm.
- Heritiera densiflora (Pellegr.) Kosterm.
- Heritiera dubia Wall. ex Kurz
- Heritiera elata Ridl.
- Heritiera fomes Banks
- Heritiera gigantea Kosterm.
- Heritiera globosa Kosterm.
- Heritiera impressinervia Kosterm.
- Heritiera javanica (Blume) Kosterm.
- Heritiera kanikensis Majumdar & L.K.Banerjee
- Heritiera kuenstleri (King) Kosterm.
- Heritiera littoralis Aiton
- Heritiera longipetiolata Kaneh.
- Heritiera macrophylla Wall. ex Kurz
- Heritiera macroptera Kosterm.
- Heritiera magnifica Kosterm.
- Heritiera montana Kosterm.
- Heritiera novoguineensis Kosterm.
- Heritiera ornithocephala Kosterm.
- Heritiera papilio Bedd.
- Heritiera parvifolia Merr.
- Heritiera peralata (F.M.Bailey) Kosterm.
- Heritiera percoriacea Kosterm.
- Heritiera polyandra (L.S.Sm.) Kosterm.
- Heritiera pterospermoides Kosterm.
- Heritiera rumphii Kosterm.
- Heritiera simplicifolia (Mast.) Kosterm.
- Heritiera solomonensis Kosterm.
- Heritiera sumatrana (Miq.) Kosterm.
- Heritiera sylvatica S.Vidal
- Heritiera trifoliolata (F.Muell.) Kosterm.
- Heritiera utilis (Sprague) Sprague

... · 
Abelmoschus · 
Abroma · 
Abutilon · 
Acaulimalva · 
Acropogon · 
Akrosida · 
Allosidastrum · 
Allowissadula · 
Apeiba · 
Ayenia · 
Bakeridesia · 
Adansonia (Baobab) · 
Alcea · 
Althaea (Heemst) · 
Anisodontea · 
Anoda · 
Argyrodendron · 
Bastardia · 
Berrya · 
Bombax · 
Brachychiton · 
Brownlowia · 
Burretiodendron · 
Byttneria · 
Callirhoe · 
Carpodiptera · 
Cavanillesia · 
Ceiba · 
Chiranthodendron · 
(Chorisia) · 
Cola · 
Colona · 
Commersonia · 
Corchorus · 
Craigia · 
Cristaria · 
Cullenia · 
Diplodiscus · 
Dombeya · 
Duboscia · 
Durio · 
Entelea · 
Eremalche · 
Eriolaena · 
Eriotheca · 
Firmiana · 
Franciscodendron · 
Fremontodendron · 
Fuertesimalva · 
Glyphaea · 
Gossypium (Katoenplant) · 
Grewia · 
Guichenotia · 
Gynatrix · 
Gyranthera · 
Hampea · 
Hannafordia · 
Helicteres · 
Heliocarpus · 
Herissantia · 
Heritiera · 
Hermannia · 
Hibiscadelphus · 
Hibiscus · 
Hildegardia · 
Hoheria · 
Horsfordia · 
Howittia · 
Huberodendron · 
Iliamna · 
Keraudrenia · 
Kleinhovia · 
Kokia · 
Kosteletzkya · 
Kostermansia · 
Kydia · 
Lagunaria · 
Lasiopetalum · 
Lavatera · 
Lawrencia · 
Lebronnecia · 
Luehea · 
Lysiosepalum · 
Macrostelia · 
Malacothamnus · 
Malope · 
Malva (Kaasjeskruid) · 
Malvaviscus · 
Malvella · 
Matisia · 
Megistostegium · 
Melhania · 
Melochia · 
Microcos · 
Nayariophyton · 
Nesogordonia · 
Ochroma · 
Pachira · 
Palaua · 
Pavonia · 
Pentace · 
Pentaplaris · 
Phragmotheca · 
Phymosia · 
Pseudobombax · 
Pterospermum · 
Pterygota · 
Quararibea · 
Radyera · 
Reevesia · 
Rhodognaphalon · 
Robinsonella · 
Rulingia · 
Scaphium · 
Scaphopetalum · 
Schoutenia · 
Scleronema · 
Senra · 
Sida · 
Sidalcea · 
Sparrmannia · 
Sphaeralcea · 
Sterculia · 
Symphyochlamys · 
Talipariti · 
Theobroma · 
Thespesia · 
Thomasia · 
Tilia (Linde) · 
Triplochiton · 
Triumfetta · 
Trochetia · 
Trochetiopsis · 
Urena · 
Waltheria · 
Wercklea · 
Wissadula · 
...